# Maria Beatrix von Savoyen

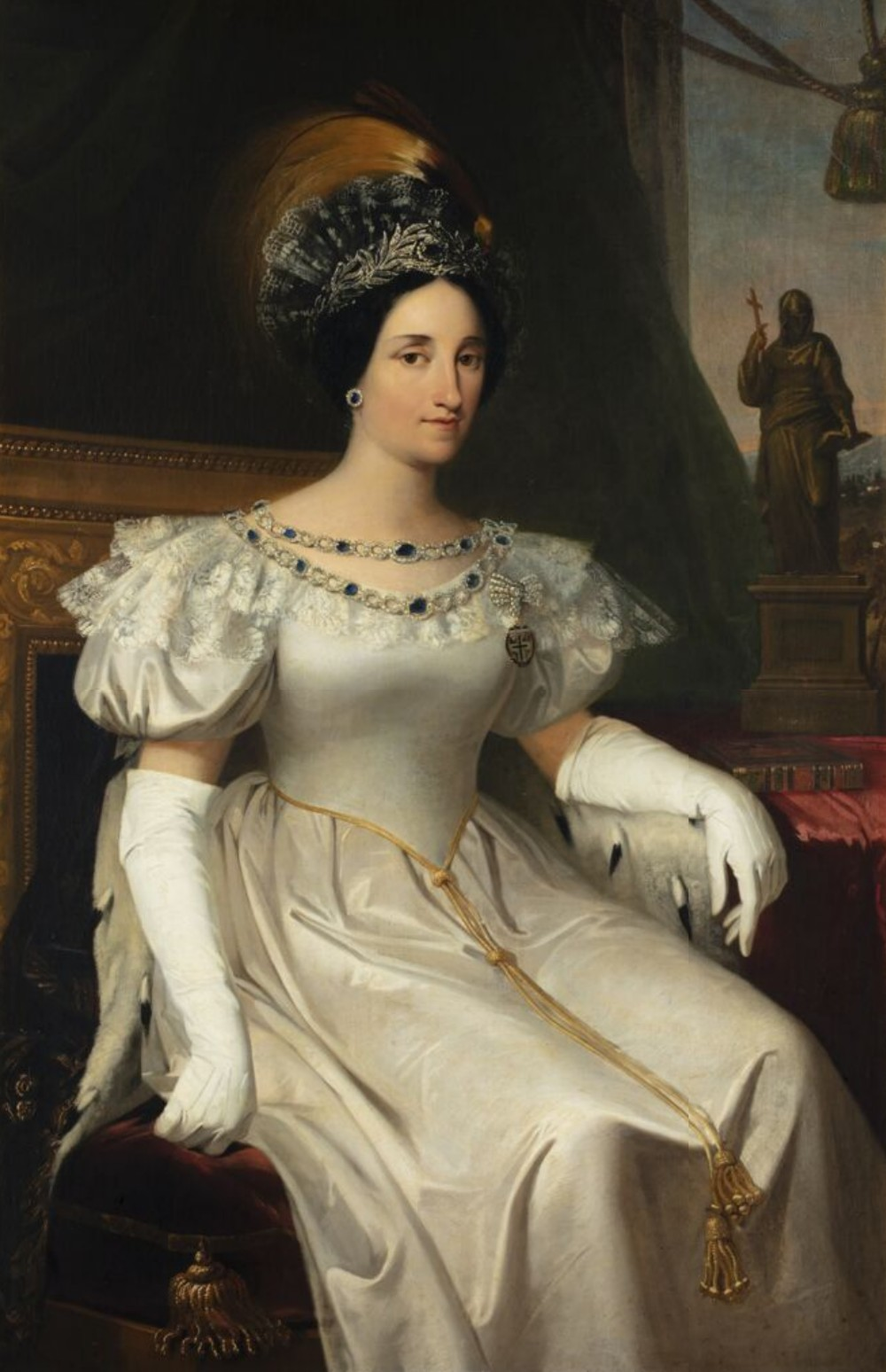
Maria Beatrix von Savoyen auf einem Porträt von Adeodato Malatesta (1836)

Maria Beatrix Viktoria Josephine von Savoyen (* 6. Dezember 1792 in Turin; † 15. September 1840 in Castello del Catajo) war durch Heirat mit Franz von Österreich-Este von 1814 bis zu ihrem Tod Herzogin von Modena.

## Leben
Maria Beatrix kam als älteste Tochter Viktor Emanuels I., seit 1802 König von Sardinien-Piemont, und seiner Frau Maria Theresia von Österreich-Este in Turin zur Welt. Im Dezember 1798 verließ sie mit ihren Eltern und Onkeln wegen der Kriege Napoleons Turin und floh mit ihnen zuerst nach Parma, dann nach Florenz. Die Familie ließ sich schließlich auf Sardinien, dem letzten vom Königreich Sardinien behaupteten Herrschaftsgebiet, nieder. So hielt sich Maria Beatrix in den nächsten 13 Jahren meist in Cagliari auf.
Am 20. Juni 1812 heiratete Maria Beatrix nach einer von Papst Pius VII. erteilten Dispens in Cagliari ihren Onkel mütterlicherseits, Erzherzog Franz von Österreich-Este. Am 15. Juli 1813 reiste sie mit ihrem Gatten von Sardinien ab und gelangte über Zakynthos, Vis, Rijeka und Triest nach Wien. Nach dem Sturz Napoleons 1814 konnte das Paar zurückkehren. Maria Beatrix’ Ehemann wurde am 14. Juli 1814 als Franz IV. Herzog von Modena und Reggio und hielt am nächsten Tag mit seiner Gattin den feierlichen Einzug in Modena. Aufgrund der Invasion von Joachim Murat während Napoleons Herrschaft der Hundert Tage musste das Paar bis zum 15. Mai 1815 Modena erneut verlassen. Maria Beatrix und ihr Gatte hatten vier gemeinsame Kinder:
- Maria Theresia (1817–1886), ⚭ Henri d’Artois, comte de Chambord
- Franz V. (1819–1875), ⚭ Adelgunde Auguste von Bayern
- Ferdinand Karl (1821–1849), ⚭ Elisabeth Franziska Maria von Österreich
- Maria Beatrix (1824–1906), verheiratet mit Johann, Infant von Spanien

Maria Beatrix war eine Nachfahrin der Stuarts. Sie wurde deshalb von den Jakobiten nach dem Tode ihres Vaters als Inhaberin des britischen Thrones angesehen und von ihnen als Königin von England, Schottland, Irland und Frankreich bezeichnet. Sie hat diese Titel jedoch niemals öffentlich beansprucht.
Anfang Februar 1831 musste Maria Beatrix infolge des Ausbruchs einer Revolution mit ihrer Familie erneut kurzzeitig aus Modena fliehen, wurde aber mit militärischer Unterstützung Österreichs bereits etwa einen Monat später zurückgeführt. Am 15. September 1840 starb sie im Alter von 47 Jahren an Herzversagen und wurde in der Chiesa di San Vincenzo in Modena beigesetzt. Ihre Position als Erbin des Hauses Stuart ging an ihren Sohn Franz über.